# トリプルクラウン-30
トリプルクラウン-30は、2007年に清龍ゲームジャパンが開発・販売した完全告知型の沖スロ5号機。保通協における型式名は同じ。マックスアライド（2001年倒産）から1994年に発売されたパチスロ機（4号機）「トリプルクラウン」をモチーフに制作された。本記事では便宜上、以下のパチスロ機群をシリーズとして扱う。なお、トリプルエース-30（アルチザン）やザ・ゴルフ（ファースト）などのいわゆる類似機種はここでは取り上げないこととする。
1. マックスアライドから1994年に発売された「トリプルクラウン」シリーズ
2. ラスターから2004年に発売された「トリプルクラウンA」シリーズ
3. 清龍ゲームジャパンから2003年に発売された「トリプルクラウン-30」（4号機）シリーズ
4. 清龍ゲームジャパンから2007年に発売された「トリプルクラウン-30」（5号機）シリーズ
5. WIZARDから2010年に発売された「MAXのトリプルクラウン-30」（型式名：マックスノトリプルクラウンWⅡ-30）

パチスロ機における「トリプルクラウン」商標は、マックスアライドが商標取得を行っていなかったため、1977年出願の商標から2004年に分割されたもの（1800371-2）と2004年に出願されたもの（4805230）を清龍ゲームジャパンが所有している。また「マックスノトリプルクラウン」（5133777）をマックスアライドの傍系であるゲーミングディバイセス有限会社が所有している。

## シリーズ概要
沖スロの中でも、沖縄県内において大量に設置されている代表格の機種で、パネル右上にあるバットの形をした「CHANCEランプ」が点滅すればボーナス確定となる。

## トリプルクラウン-30
本機は沖スロで一般的な先告知をメインとするが、新しい機能として後告知や無音演出を搭載している。また、「CHANCEランプ」点滅速度に高速点滅が追加された。
ボーナス図柄はビッグ・レギュラーがそれぞれ1種類で、ビッグは純増枚数312枚、レギュラーは同じく104枚。
また、スペックを変更したトリプルクラウンS2-30が同年追加されている（形式名は機種名と同名）。こちらは黒パネルも追加され、2種類のパネルがある。

### スペック
- トリプルクラウン-30
- トリプルクラウンZERO-30

| 設定 | BIG確率  | REG確率  | 合成確率 | 機械割  |
| ---- | -------- | -------- | -------- | ------- |
| 1    | 1/327.68 | 1/546.13 | 1/204.80 | 96.47%  |
| 2    | 1/312.08 | 1/504.12 | 1/192.75 | 98.72%  |
| 3    | 1/297.89 | 1/468.11 | 1/182.04 | 100.99% |
| 4    | 1/284.94 | 1/436.91 | 1/172.46 | 103.22% |
| 5    | 1/273.07 | 1/409.60 | 1/163.84 | 105.47% |
| 6    | 1/262.14 | 1/385.51 | 1/156.04 | 107.72% |

- トリプルクラウンS2-30

| 設定 | BIG確率 | REG確率 | 合成確率 | 機械割  |
| ---- | ------- | ------- | -------- | ------- |
| 1    | 1/312.0 | 1/504.1 | 1/192.7  | 95.47%  |
| 2    | 1/296.5 | 1/464.7 | 1/181.0  | 98.44%  |
| 3    | 1/282.4 | 1/431.1 | 1/170.6  | 101.38% |
| 4    | 1/269.6 | 1/402.0 | 1/161.4  | 104.29% |
| 5    | 1/258.0 | 1/376.6 | 1/153.1  | 107.19% |
| 6    | 1/247.3 | 1/354.2 | 1/145.6  | 110.6%  |

- ニュートリプルクラウン

| 設定 | BIG確率 | REG確率 | 合成確率 | 機械割  |
| ---- | ------- | ------- | -------- | ------- |
| 1    | 1/309.1 | 1/569.9 | 1/200.4  | 96.72%  |
| 2    | 1/297.9 | 1/504.1 | 1/187.2  | 98.95%  |
| 3    | 1/287.4 | 1/481.1 | 1/180.0  | 100.66% |
| 4    | 1/278.9 | 1/436.9 | 1/170.2  | 102.65% |
| 5    | 1/268.6 | 1/397.2 | 1/160.2  | 105.45% |
| 6    | 1/258.0 | 1/368.2 | 1/151.7  | 108.28% |

※各数値はメーカー発表値。

## シリーズ一覧
※「30」のつかない機種は、25パイ（本土）仕様。
4号機
- トリプルクラウンI（マックスアライド）
- トリプルクラウンII-30（マックスアライド）
- トリプルクラウンIII（マックスアライド）
- トリプルクラウンA（ラスター）
- トリプルクラウンA-30（ラスター）
- トリプルクラウン-30R（清龍ゲームジャパン）
- トリプルクラウン-30S（清龍ゲームジャパン）

5号機
※「MAXの～」を除き、清龍ゲームジャパンからの発売
- トリプルクラウン-30
- トリプルクラウンS2-30S
- ニュートリプルクラウン-30
- MAXのトリプルクラウン-30
- トリプルクラウン25
- トリプルクラウンZERO-30
- トリプルクラウンスペシャル-30
- トリプルクラウンZERO-ONE-30
- ニュートリプルクラウン3-30
- トリプルクラウンG-30
- トリプルクラウンZERO II-30
- トリプルクラウンX-30

6号機
- ミスタートリプルクラウン-30
- トリプルクラウンV-30[2]
- トリプルクラウンビンテージ-30